# Estación de Zúrich Oerlikon
La estación de Zúrich Oerlikon es una estación ferroviaria situada en la comuna suiza de Zúrich, en el Cantón de Zúrich.

## Historia
La primera estación fue inaugurada el 27 de diciembre de 1855 cuando se procedió a abrir la línea Oerlikon – Wallisellen - Winterthur. En 1865 el edificio original fue reemplazado por otro construido en piedra, que es el que aún hoy en día permanece, y que fue renovado en 1912.

## Situación
La estación se encuentra ubicada en el barrio de Oerlikon, dentro del distrito 11 de la ciudad de Zúrich.
Cuenta con un total de seis vías pasantes y cuatro andenes, de los cuales dos son centrales y los otros dos, laterales. 
En términos ferroviarios, la estación se sitúa en la línea Zúrich - Winterthur y en la línea Wettingen - Effretikon, además de ser el punto de inicio de la línea Zúrich Oerlikon - Bülach . Sus dependencias ferroviarias colaterales son la estación central de Zúrich, inicio de la línea de Winterthur, la estación de Wallisellen en dirección Winterthur, la estación  de Zúrich Seebach hacia Wettingen, la estación de Opfikon en dirección Effretikon y la estación de Glattbrugg en dirección Bülach.

## Servicios ferroviarios
Los servicios son operados por SBB-CFF-FFS, permitiendo conexiones de larga distancia, regional o de cercanías (S-Bahn Zúrich).

### Larga distancia y regionales
- IR Zúrich Aeropuerto - Zúrich Oerlikon - Zúrich - Thalwil - Zug - Lucerna. Servicios cada hora por sentido.
- IR Basilea SBB - Rheinfelden - Frick - Brugg - Baden - Dietikon - Zúrich Altstetten - Zúrich Oerlikon - Zúrich Aeropuerto.
- RE Zúrich - Zúrich Oerlikon - Bülach - Schaffhausen.

### S-Bahn Zúrich
La estación está incluida dentro de la red de cercanías S-Bahn Zúrich, que ofrece conexiones frecuentes con las principales comunas del Cantón de Zúrich:
- S 2 Effretikon – Zúrich Aeropuerto – Zúrich HB – Pfäffikon SZ – Ziegelbrücke
- S 3 (Bülach –) Hardbrücke –  Zúrich HB – Stadelhofen – Effretikon – Wetzikon
- S 6 Baden – Regensdorf-Watt – Zúrich HB – Uetikon
- S 7 Winterthur – Kloten – Zúrich HB – Stadelhofen - Meilen – Rapperswil
- S 8 Weinfelden – Winterthur – Wallisellen – Zúrich HB – Thalwil – Pfäffikon SZ
- S 9 Schaffhausen – Rafz – Zúrich HB – Stettbach – Uster
- S 14 Affoltern am Albis – Altstetten – Zúrich HB – Oerlikon – Wallisellen – Hinwil
- S 15 Rapperswil – Uster – Zúrich HB – Oberglatt – Niederweningen
- S 16 (Thayngen – Winterthur –) Zúrich Aeropuerto – Zúrich HB – Herrliberg-Feldmeilen (– Meilen)
- S 19 (Koblenz – Baden –) Dietikon – Zúrich HB – Wallisellen – Effretikon (– Pfäffikon ZH)
- S 21 (Regensdorf-Watt – Oerlikon – Zúrich HB)
- S 24 Thayngen – Schaffhausen/Weinfelden – Winterthur – Zúrich Flughafen – Zúrich HB – Thalwil – Horgen Oberdorf – Zug